# ジョージ・ロイ・ヒル
ジョージ・ロイ・ヒル（George Roy Hill、1921年12月20日 - 2002年12月27日）は、アメリカ合衆国の映画監督。ミネソタ州ミネアポリス出身。

## 略歴
彼はミネソタ州ミネアポリスで、父ジョージロイ(George Roy)と母ヘレンフランシス(Helen Frances、旧姓オーエンスOwens) の間で生まれた。彼は新聞業界に関心を持つ裕福なカトリックの家族の一員だった。家族はミネアポリストリビューンを所有していた。彼はミネソタで最も有名な私立高校の一つであるブレイクスクールで学び、コネチカット州のイェール大学で教育を受けた。彼はクラシック音楽、特にバッハが好きで、イェール大学の注目すべき作曲家ヒンデミットの下で学び卒業した。
イェール大学で音楽を学び、第二次世界大戦中はアメリカ海兵隊においてパイロットとして従軍した。
俳優や舞台監督、またテレビ監督として活動。1962年、テネシー・ウィリアムズの戯曲を原作とした『Period of Adjustment』で映画監督デビューを果たした。
1969年の『明日に向って撃て!』ではアカデミー監督賞にノミネート、1973年の『スティング』では同賞を受賞した。また1972年の『スローターハウス5』ではカンヌ国際映画祭審査員賞を受賞している。
時代から過ぎ去ったものや取り残されたもの、滅び去ったものの哀愁を優しい視線で描くのが特徴。
1990年頃から、パーキンソン病を発病し、映画の製作の場から離れた。

## 主な作品
- 『マリアンの友だち』 The World of Henry Orient (1964)
- 『ハワイ』  Hawaii (1966)
- 『モダン・ミリー』 Thoroughly Modern Millie  (1966)
- 『明日に向って撃て!』 Butch Cassidy and the Sundance Kid  (1969)
- 『スローターハウス5』 Slaughterhouse-Five  (1972)
- 『スティング』  The Sting (1973)
- 『華麗なるヒコーキ野郎』 The Great Waldo Pepper （1975）
- 『スラップ・ショット』 Slap Shot （1977）
- 『リトル・ロマンス』 A Little Romance （1979）
- 『ガープの世界』 The World According to Garp （1982)
- 『リトル・ドラマー・ガール』 The Little Drummer Girl （1984）
- 『ファニー・ファーム 勝手にユートピア』 Funny Farm （1988）